# Rose Musani
Rose Musani (ur. 8 sierpnia 1956) – ugandyjska lekkoatletka, sprinterka, uczestniczka Letnich Igrzysk Olimpijskich 1972.
Podczas igrzysk wystartowała tylko w biegu na 200 metrów. W eliminacjach uzyskała czas 25,37 (zajęła piąte miejsce w czwartym biegu eliminacyjnym; tor nr 5), który dał jej awans do ćwierćfinału. Tam zaś uzyskała czas 25,28 (drugi bieg ćwierćfinałowy; tor nr 6), który dał jej ostatnie, ósme miejsce w swoim biegu ćwierćfinałowym. Wynik ten nie dał jej awansu do półfinału.
Zdobyła złoty medal w sztafecie 4 × 400 metrów na igrzyskach afrykańskich w 1973 w Lagos.
Rekord życiowy w biegu na 200 metrów: 25,0 (1972).